# Callispa steineri
Callispa steineri là một loài bọ cánh cứng trong họ Chrysomelidae. Loài này được Schöller miêu tả khoa học năm 2007.